# Forostovîci, Novhorod-Siverskîi
Forostovîci (în ucraineană Форостовичі) este un sat în comuna Kirove din raionul Novhorod-Siverskîi, regiunea Cernihiv, Ucraina.

## Demografie
Componența lingvistică a localității Forostovîci
     Rusă (77,48%)
     Ucraineană (22,52%)
Conform recensământului din 2001, majoritatea populației localității Forostovîci era vorbitoare de rusă (77,48%), existând în minoritate și vorbitori de ucraineană (22,52%).